# فريدريك أغسطس إرفينغ
فريدريك أغسطس إرفينغ (بالإنجليزية: Frederick Augustus Irving)‏ هو عسكري أمريكي، ولد في 3 سبتمبر 1894 في تونتون في الولايات المتحدة، وتوفي في 12 سبتمبر 1995 في الإسكندرية في الولايات المتحدة.